# Будзиська (Венґровський повіт)
Будзиська (пол. Budziska) — село в Польщі, у гміні Лохув Венґровського повіту Мазовецького воєводства.
Населення — 793 особи (2011).
У 1975-1998 роках село належало до Седлецького воєводства.

## Демографія
Демографічна структура станом на 31 березня 2011 року:
|          | Загалом | Допрацездатний вік | Працездатний вік | Постпрацездатний вік |
| -------- | ------- | ------------------ | ---------------- | -------------------- |
| Чоловіки | 398     | 98                 | 268              | 32                   |
| Жінки    | 395     | 76                 | 236              | 83                   |
| Разом    | 793     | 174                | 504              | 115                  |